# Hattem

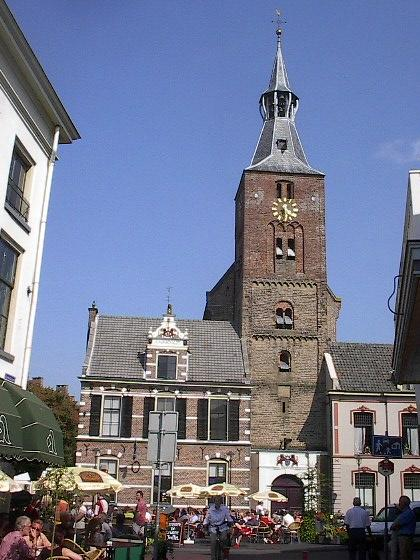
Hattemský kostel.

Hattem je nizozemské hanzovní město ležící jihozápadně od města Zwolle. Patří do provincie Gelderland. Po východní straně města protéká řeka IJssel a severozápadně od Hattemu se nachází křižovatka dvou dálnic, a sice A28 a A50. Centrum vlastního města se nachází při jeho východním okraji.

## Kultura
Ve městě je několik muzeí:
- Anton Pieck Museum
- Bakkerijmuseum Het Warme Land
- Voerman Museum